# Нижнепайва
Нижнепайва — село в Баевском районе Алтайского края России. Входит в состав Нижнечуманского сельсовета.

## География
Село находится в северо-западной части Алтайского края, в лесостепной приобской зоне, на берегах реки Пайва (правый приток реки Кулунда), на расстоянии примерно 26 километров (по прямой) к западу-северо-западу (WNW) от села Баево, административного центра района. Средняя температура января −18,7 °C, июля — +19,4 °C. Годовое количество осадков — 330 мм.

## История
Село Нижне-Пайва было основано а 1722 году. В 1928 году в селе функционировали школа, телефон, лавка общества потребителей, имелось 360 хозяйств, проживало 1783 человека. В административном отношении Нижне-Пайва являлась центром сельсовета Баевского района Каменского округа Сибирского края.

До 2015 года Нижнепайва являлась административным центром ныне упразднённого Нижнепайвинского сельсовета.

## Население
| 1926 | 1997 | 1998 | 1999 | 2000 | 2001 | 2002 |
| ---- | ---- | ---- | ---- | ---- | ---- | ---- |
| 1783 | ↘541 | ↘533 | ↘529 | ↘516 | ↗519 | ↘500 |
| 2003 | 2004 | 2005 | 2006 | 2007 | 2008 | 2009 |
| ↘490 | ↘476 | ↘446 | ↘419 | ↘413 | ↘400 | ↘362 |
| 2010 | 2011 | 2012 | 2013 | 2014 | 2015 |      |
| ↘337 | ↘334 | ↘329 | ↘323 | ↘299 | ↘294 |      |

Согласно результатам переписи 2002 года, в национальной структуре населения русские составляли 97 %.

## Инфраструктура
В селе функционирует начальная общеобразовательная школа (филиал МКОУ «Верх-Пайвинская СОШ»)., Клуб молодёжной деятельности.

## Улицы
Уличная сеть села состоит из 6 улиц и 7 переулков.